# Brinase
Brinase (ou brinolase) é uma enzima fibrinolítica, e um medicamento trombolítico.
Ela é derivada do Aspergillus oryzae.